# 但是，還保有熱情
《但是，還保有熱情》是日本電視台於2023年4月9日至6月25日播出的週日連續劇，由高橋海人與森本慎太郎主演，描述搞笑艺人組合奧黛麗的若林正恭和南海甜心的山里亮太二人半輩子的故事。

## 登場人物

### 主要人物
- 若林正恭：高橋海人（King & Prince）[1]

奧黛麗的吐槽擔當。
- 山里亮太：森本慎太郎（SixTONES）[1]

南海甜心的吐槽擔當。

### 搭檔
- 春日俊彰：戶塚純貴[3]

奧黛麗的裝傻擔當。
- 山崎靜代：富田望生[4]

南海甜心的裝傻擔當。

### 若林家
- 若林德義：光石研[5]

若林的父親。
- 若林知枝：池津祥子[5]

若林的母親。
- 若林麻衣：箭内夢菜[5]

若林的姊姊。
- 若林鈴代：白石加代子[5]

若林的祖母。

### 山里家
- 山里勤：三宅弘城[5]

山的父親。
- 山里瞳美：HICCOROHEE[5]

山的母親。藥局店員。
- 山里周平：森本晉太郎（Tontsucatan）[5]

山的哥哥。

### 演藝圈相關人物
- 島貴子：藥師丸博子[5]

電視台製作人。
- 高山三希：坂井真紀[6]

南海甜心的經紀人。
- 谷勝太：藤井隆[6]

前輩藝人。
- 鈴木足秋：水澤林太郎

搞笑組合的成員。

### 交往對象
- 丸山花鈴：澀谷凪咲（NMB48）[7]

喜歡山的女生。
- 橋本智子：中田青渚[7]

喜歡若林的女生。

## 製作團隊
- 編劇：今井太郎
- 配樂：T字路s[8]
- 主題曲
  - SixTONES（Sony Music Labels）[9]（片尾曲：#1 - #7、片頭曲：#8 - #12）
  - King & Prince（Johnnys'Universe）（片尾曲：#8 - #12）[10]
- 旁白：水卜麻美[11]
- 導演：狩山俊輔、伊藤彰記、長沼誠
- 製作人：河野英裕、長田宙、阿利極
- 總製作人：石尾純〈#1 - #8〉、松本京子〈#9 - #12〉
- 制作協力：AX-ON
- 製作著作：日本電視台

## 播出日程
| 集數                                                                      | 播出日期 | 副標題 | 導演     | 收視率 |
| ------------------------------------------------------------------------- | -------- | ------ | -------- | ------ |
| 第1話                                                                     | 4月09日  |        | 狩山俊輔 | 4.7%   |
| 第2話                                                                     | 4月16日  |        | 狩山俊輔 | 4.7%   |
| 第3話                                                                     | 4月23日  |        | 狩山俊輔 | 3.7%   |
| 第4話                                                                     | 4月30日  |        | 伊藤彰記 | 3.6%   |
| 第5話                                                                     | 5月07日  |        | 長沼誠   | 3.3%   |
| 第6話                                                                     | 5月14日  |        | 狩山俊輔 | 3.7%   |
| 第7話                                                                     | 5月21日  |        | 伊藤彰記 | 3.9%   |
| 第8話                                                                     | 5月28日  |        | 長沼誠   | 3.9%   |
| 第9話                                                                     | 6月04日  |        | 狩山俊輔 | 4.0%   |
| 第10話                                                                    | 6月11日  |        | 伊藤彰記 | 4.9%   |
| 第11話                                                                    | 6月18日  |        | 狩山俊輔 | 4.3%   |
| 最終話                                                                    | 6月25日  |        | 狩山俊輔 | 5.0%   |
| 平均收視率 4.1%（收視率由Video Research調查關東地區、家戶的即時統計資料） |          |        |          |        |

## 獎項
| 年份   | 名稱              | 獎項           | 提名者/獲獎者                  | 結果 |
| ------ | ----------------- | -------------- | ------------------------------ | ---- |
| 2023年 | 第116回日劇學院賞 | 最佳作品       | 但是，還保有熱情               | 獲獎 |
| 2023年 | 第116回日劇學院賞 | 最佳男主角     | 森本慎太郎                     | 提名 |
| 2023年 | 第116回日劇學院賞 | 最佳男主角     | 高橋海人                       | 獲獎 |
| 2023年 | 第116回日劇學院賞 | 最佳男配角     | 戶塚純貴                       | 提名 |
| 2023年 | 第116回日劇學院賞 | 最佳女配角     | 富田望生                       | 獲獎 |
| 2023年 | 第116回日劇學院賞 | 最佳電視劇歌曲 | 《從這裡 (こっから) 》SixTONES | 獲獎 |
| 2023年 | 第116回日劇學院賞 | 最佳導演       | 狩山俊輔、伊藤彰記、長沼誠     | 獲獎 |
| 2023年 | 第116回日劇學院賞 | 最佳劇本       | 今井太郎                       | 提名 |

## 外部連結
- 官方网站（日語）
- 電視劇的X（前Twitter）
- 電視劇的Instagram帳戶
- 電視劇的TikTok

| 日本 日本電視台 週日連續劇              | 日本 日本電視台 週日連續劇                 | 日本 日本電視台 週日連續劇 |
| --------------------------------------- | ------------------------------------------ | -------------------------- |
|                                         | 但是，還保有熱情 （2023年4月9日－6月25日） |                            |
| BRUSH UP LIFE （2023年1月8日－3月12日） | CODE―願望的代償― （2023年7月2日－9月3日）  |                            |